# Lappajärvi
Lappajärvi è un comune finlandese di 2820 abitanti, situato nella regione dell'Ostrobotnia Meridionale.